# جانی اک
جانی اِک (انگلیسی: Johnny Eck; ۲۷ اوت ۱۹۱۱ – ۵ ژانویهٔ ۱۹۹۱) یک هنرمند، هنرپیشه سینما، عکاس و شعبده‌باز اهل ایالات متحده آمریکا بود. وی بین سال‌های ۱۹۳۲ تا ۱۹۴۱ میلادی فعالیت می‌کرد.
وی به دلیل یک نقص مادرزادی به نام «آژنری ساکرال»، بخش تحتانی بدن (از کمر به پائین) را نداشت و به همین دلیل به او «پسرک نصفه» و «سلطان عجایب» هم می‌گفتند. امروزه جانی اک به خاطر بازی در فیلم کلاسیک عجیب‌الخلقه‌ها محصول سال ۱۹۳۲ به کارگردانی تاد براونینگ و ظاهر شدن به عنوان یک موجود پرنده در چند فیلم تارزان شناخته شده‌است.
از فیلم‌ها یا برنامه‌های تلویزیونی که وی در آن نقش داشته‌است می‌توان به تارزان مرد گوریلی، عجیب‌الخلقه‌ها اشاره کرد.